# Verde, anil, amarelo, cor-de-rosa e carvão
Verde, anil, amarelo, cor-de-rosa e carvão è un album della cantante brasiliana Marisa Monte, pubblicato nel 1994.

## Il disco

### La storia
Il terzo lavoro di Marisa Monte (il secondo in studio) venne pubblicato tre anni dopo l'uscita di Mais. Verde, anil, amarelo, cor-de-rosa e carvão fu registrato, come il precedente, tra Rio de Janeiro e New York e fu ancora prodotto da Arto Lindsay e co-prodotto da Marisa.
Il disco segue in gran parte il canovaccio stilistico di Mais con una scelta di raffinati brani pop e soul, ma con un maggiore presenza di musica più tipicamente brasiliana. Tre anni di tournée e incontri musicali avevano fatto maturare Marisa, facendole scoprire ancora di più il mondo, ma facendole riscoprire ancora di più il suo legame con Rio de Janeiro.
In Cor-de-rosa diventò ancora più solido il rapporto con i parceiros Arnaldo Antunes e Nando Reis. A loro si aggiunse però un nome nuovo: il baiano Carlinhos Brown firmò alcune delle più belle canzoni del disco tra le quali Maria de verdade e Segue o seco, pubblicata anche come singolo, diventando, da quel momento, uno dei collaboratori più stretti e fidati della cantante carioca.
Al disco parteciparono ancora ospiti di eccezione come gli arrangiatori Philip Glass e Greg Cohen, il tastierista Bernie Worrell, il trombettista Marvin Stamm, il grande Gilberto Gil, il sambista Paulinho da Viola, la cantautrice Laurie Anderson e il percussionista Naná Vasconcelos.
Verde, anil, amarelo, cor-de-rosa e carvão è da molti considerato il miglior album della carriera di Marisa Monte. Nel 2007 fu inserito nella classifica dei 100 dischi più importanti della storia della musica brasiliana dalla edizione brasiliana della rivista Rolling Stone. Un punto di arrivo per la sua carriera di virtuosista di successo e l'inizio del successivo periodo di sofisticata cantautrice. L'album fu lanciato nel mercato nordamericano con un titolo diverso in inglese, Rose and Charcoal, e fu pubblicato negli Stati Uniti dalla Blue Note. Nel 1994, infatti, Marisa firmò un contratto con la Metro Blue, una divisione della Blue Note Records, per la pubblicazione dei suoi dischi negli Stati Uniti.
Il titolo originale del disco, ripreso da una canzone scritta da Carlinhos Brown per i suoi Timbalada, è un gioco sui colori del Brasile: «Il Brasile è verde, indaco, giallo (i colori della bandiera), ma è anche rosa e nero (l'amore e il nero del carbone)».

### La musica
Il disco contiene quasi esclusivamente canzoni scritte da Marisa con o da i suoi parceiros Antunes, Reis e Brown e due sole cover: Pale Blue Eyes, composta da Lou Reed per i suoi Velvet Underground, e una scatenata versione di Balança pema di Jorge Ben Jor.
Inoltre sono comprese una composizione di Paulinho da Viola (Dança da solidão), che avvicinò ancor di più la musica di Marisa al samba, e Esta melodia, il suo primo omaggio alla sua scuola di samba realizzato in compagnia del gruppo musicale delle "vecchie glorie" della scuola, la Velha Guarda da Portela.

## Tracce
1. Maria de verdade - (Carlinhos Brown) - (3:47)
2. Na estrada - (Carlinhos Brown, Marisa Monte, Nando Reis) - (3:25)
3. Ao meu redor - (Nando Reis) - (3:48)
4. Segue o seco - (Carlinhos Brown) - (4:53)
5. Pale Blue Eyes - (Lou Reed) - (5:02)
6. Dança da solidão - (Paulinho da Viola) - (3:31)
7. De mais ninguém - (Arnaldo Antunes, Marisa Monte) - (3:24)
8. Alta noite - (Arnaldo Antunes) - (3:49)
9. O céu - (Marisa Monte, Nando Reis) - (3:27)
10. Bem leve - (Arnaldo Antunes, Marisa Monte) - (2:28)
11. Balança pema - (Jorge Ben Jor) - (3:02)
12. Enquanto isso - (Marisa Monte, Nando Reis) - (4:18)
13. Esta melodia - (Bubú da Portela, Jamelão) - (6:34)

## Formazione
- Marisa Monte - voce
- Arto Lindsay - voce (traccia #4)
- Gilberto Gil - chitarra (traccia #6, #9, #10, #11), voce (tracce #6, #11)
- Laurie Anderson - voce (traccia #12)
- Nando Reis - chitarra classica (tracce #1, #2, #3, #10, #12), basso acustico (traccia #4), craviola (traccia #12)
- Arthur Maia - basso (tracce #1, #2, #3, #4, #6, #9, #10, #11, #12)
- Jorginho Gomes - batteria (tracce #1, #2, #3, #6, #10, #11), surdo (tracce #4, #12), zabumba (traccia #9)
- Marcos Suzano - percussioni (tracce #1, #2, #12), pandeiro (tracce #3, #6, #9, #11), berimbau (traccia #4), cuíca (traccia #11)
- Carlinhos Brown - percussioni (tracce #1, #2, #3, #4, #12)
- Naná Vasconcelos - percussioni (traccia #5)
- Chico Neves - campionatore (traccia #1, #12)
- Bernie Worrell - tastiere (tracce #2, #10, #11)
- Marvin Stamm - flicorno (traccia #3), tromba (traccia #12)
- Valdonis - fisarmonica (traccia #4)
- Romero Lubambo - chitarra classica (traccia #5, #8)
- Celso Fonseca - chitarra (tracce #6, #11)
- Ned Rothenberg - clarone (traccia #6)
- Ary Sperling - pianoforte (traccia #8)
- David Nadian - violino (tracce #1, #3, #8)
- Matthew Raimond Thorpe - violino (tracce #1, #3, #8)
- Susan Orestein - violino (traccia #1, #8)
- Al Brown - viola (tracce #1, #8)
- Lamar Alsop - viola (tracce #1, #3, #8)
- Fred Vlotkin - violoncello (traccia #1, #8)
- Rich Lockar - violoncello (traccia #1, #3, #8)
- Fred Griffin - corno (traccia #1)
- Robert Carlyle - corno (traccia #1)
- Conjunto Época de Ouro - (traccia #7)
  - Celsinho Silva - ganzá
  - Cesar Faria - chitarra classica
  - Dininho - chitarra basso
  - Dino 7 Cordas, Toni - chitarra 7 corde
  - Jorginho do Pandeiro - pandeiro
  - Jorginho Filho - cavaquinho
  - Ronaldo do Bandolim - mandolino
- Velha Guarda da Portela - (traccia #13)
  - Argemiro Patrocínio - pandeiro
  - Cabelinho - surdo
  - Casemiro da Cuíca - cuíca
  - Casquinha - reco-reco
  - David do Pandeiro - pandeiro
  - Dona Doca da Portela, Dona Eunice da Portela, Dona Surica - voce
  - Guaracy de Castro - chitarra 7 corde
  - Manacéa - tamborim
  - Monarco (Hildemar Diniz) - tambor
  - Osmar do Cavaco - cavaquinho
- Greg Cohen - arrangiamento (tracce #1, #8)
- Philip Glass - arrangiamento (traccia #3)